# PT Близнецов
PT Близнецов (лат. PT Geminorum) — одиночная переменная звезда в созвездии Близнецов на расстоянии приблизительно 36 758 световых лет (около 11 270 парсек) от Солнца. Видимая звёздная величина звезды — от +16,3m до +15,77m.

## Характеристики
PT Близнецов — жёлто-белая пульсирующая переменная звезда типа RR Лиры (RRAB) спектрального класса F. Эффективная температура — около 6268 К.